# Niedersächsisches Internatsgymnasium Esens
Das Niedersächsische Internatsgymnasium Esens (kurz NIGE) in Esens ist ein voll ausgebautes Gymnasium in Trägerschaft des Landes Niedersachsen unter finanzieller Beteiligung des Landkreises Wittmund. Derzeit (Stand: 2024) wird es von 878 Schülern besucht.

## Geschichte
Das Niedersächsische Internatsgymnasium Esens wurde 1966 gegründet. Das 9,5 Hektar große Schulgrundstück umfasst zwei Schulgebäude, ein Hauptgebäude und ein zu einem späteren Zeitpunkt erworbenes Nebengebäude, das den Klassenstufen 7 bis 9 zur Verfügung steht sowie zwei Sportplätze, eine Schwimmhalle, drei Internatsgebäude, ein Gebäude für den Ganztagsunterricht und eine Mensa.
Während der Zeit um die EXPO 2000 entwickelte das NIGE ein Projekt „Leben am Meer“, in dem Facetten der Entwicklung Ostfrieslands aufbereitet wurden.

## Besonderheiten
Das Internatsgymnasium existiert, weil von den Ostfriesischen Inseln lediglich Spiekeroog ein Gymnasium besitzt. Die Gymnasiasten der anderen Inseln werden daher auf dem Festland und zum großen Teil im NIGE beschult, wo sie unter der Woche auch wohnen können. Bei den Inseln mit von den Gezeiten abhängigem Schiffsverkehr ist eine tägliche und pünktliche An- und Abreise zu normalen Gymnasien unmöglich. Ansonsten gibt es nur wenige Pendler. Der Schulort Esens liegt nahe der Nordseeküste einigermaßen zentral zu den Inseln.
Das Gymnasium nahm 2011 am europäischen Comenius-Programm teil. Das NIGE nimmt erfolgreich an Jugend forscht, an Mathematik ohne Grenzen, dem Bundeswettbewerb Fremdsprachen und an Jugend debattiert teil. Die Schülerzeitung der Schule ist das Sprachrohr, die in einer Printversion parallel zum von der Schulleitung herausgegebenen „NIGE Aktuell“ Informationsblatt erscheint. Außerdem bietet das NIGE z. B. eine Musical-AG an.
Jährlich finden Schüleraustausche mit den Partnerschulen aus Molsheim, Harlingen, Cumming, Zielona Góra und Genf statt.
Das Niedersächsische Internatsgymnasium Esens benutzt seit 2010 den Schulserver IServ.

## Prominente Ehemalige
- Holger Heymann, Landrat des Landkreises Wittmund, vorher Mitglied des Landtages
- Sandra Lüpkes, Schriftstellerin und Drehbuchautorin
- Rolf Schapals, Schauspieler[11]
- Timo Schultz, Fußballtrainer des FC St. Pauli
- Jann Wattjes, Autor